# M9火炎放射器
M9火炎放射器（M9かえんほうしゃき, M9 Portable Flamethrower）は、アメリカで開発された携帯式火炎放射器 。M2A1火炎放射器の後継として、1960年に制式採用された。
M2火炎放射器とほぼ同等の構造をしており、燃料タンクを背負い、ホースで結ばれた銃形式の点火器から炎を噴出する。性能も同等で、射程が40から50mであるが重量は約69ポンド (31 kg)から約51ポンド (23 kg)へと軽量化された。改良型のM9A1も含めて、2,000基弱が生産され、M2火炎放射器とともにベトナム戦争に投入された。

## 参照
1. 1 2 3  Jeffery K. Smart. “A Century of Innovation THE ARMY'S CHEMICAL AND BIOLOGICAL DEFENSE PROGRAM” (PDF). p. 45. 2020年10月4日閲覧。
2. ↑  “R&D NEWS”. The Marine Corps Gazette:  27. (1965-01) 2020年10月5日閲覧。.
3. ↑  “FLAME THROWER, PORTABLE : M9-7 AND M9A1-7”. Army Equipment Data Sheets: Chemical Weapons and Munitions:  2-8. (1982-04-29) 2020年10月4日閲覧。.